# Fagaropsis velutina
Fagaropsis velutina là một loài thực vật có hoa trong họ Cửu lý hương. Loài này được Capuron mô tả khoa học đầu tiên năm 1961.